# MySims
MySims – gra komputerowa będąca spin-offem serii The Sims oraz pierwszą grą pobocznego cyklu MySims. Została wyprodukowana przez Maxis i wydana 18 września 2007 przez Electronic Arts na platformie Nintendo DS i Wii oraz 28 października 2008 na Microsoft Windows. 19 listopada 2024 roku wydano wersję na konsolę Nintendo Switch w ramach zestawu MySims: Cozy Bundle, zawierającego również grę MySims Kingdom.
Gra została stworzona z myślą o japońskim rynku. Twórcy czerpali inspirację z filmów animowanych, a rozgrywka jest mniej realistyczna niż w innych częściach cyklu The Sims. Simowie wzorowani są na stylu mangi oraz postaciach z japońskich produkcji, takich jak Animal Crossing i Harvest Moon. Muzykę do gry skomponowali John Enroth i Silas Hite z Mutato Muzika.

## Rozgrywka
Podobnie jak w innych tytułach z cyklu The Sims gracz na początku rozgrywki tworzy własną postać. Główny bohater posiada umiejętność władania "esencjami". Sim trafia do miasteczka, które popadło w ruinę, ponieważ poprzedni mieszkaniec posiadający moc korzystania z "esencji" odszedł. Zadaniem gracza jest odbudowa miasta, co ma przyciągnąć nowych mieszkańców, którym następnie należy wybudować domy i zadbać o ich potrzeby. W grze głównym aspektem rozgrywki jest budowanie budynków, tworzenie mebli i innych przedmiotów oraz interakcje z mieszkańcami miasteczka.
W wersji na Nintendo DS dostępnych jest wiele minigier.
Wersja na PC zawierała tryb wieloosobowy, umożliwiający rozgrywkę dla maksymalnie ośmiu graczy.

## Odbiór gry
Według Metacritic tytuł otrzymał mieszane bądź średnie oceny.
W Japonii, gdzie wersja na Wii została wydania pod tytułem Boku to Sim no Machi (ぼ く と シ ム の ま ち) oraz Boku to Sim no Machi: Resort ni Genki o Torimodosō! (ぼくとシムのまち リゾートに元気をとりもどそう) dla wersji na Nintendo DS, Famitsū przyznało grze wynik 30/40 za wersję na Wii i 28/40 za wersję na Nintendo DS.
Portal IGN w recenzji wersji na konsolę Wii wskazał na powtarzalność celów, które w większości sprowadzają się do zbierania esencji oraz budowania domów, budynków i przedmiotów. Recenzenci zauważyli, że elementy zarządzania postaciami i interakcje społeczne znane z poprzednich odsłon serii zostały znacząco ograniczone w uproszczonej wersji na Wii.
Serwis GameSpot pozytywnie ocenił intuicyjny i elastyczny system rozgrywki oraz prostą i przyjemną strukturę gry w wersji na platformę Wii.
Witryna GameZone oceniła wersję na komputery osobiste na 7 punktów w dziesięciostopniowej skali, określając grę jako przyjemne doświadczenie skierowane do młodszych odbiorców, z liniową fabułą, którą gracze muszą ukończyć, aby odblokować dodatkowe zawartości.